# All-Star Game LNB 1997
Le All-Star Game LNB 1997 est la 11e édition du All-Star Game LNB. Il s’est déroulé le 29 mars 1997 au Palais des sports Pierre-de-Coubertin de Montpellier. L’équipe des All-Stars étrangers a battu l’équipe des All-Stars Français (115-109). Stéphane Risacher a été élu MVP du match.

## Joueurs

### Effectif All-Star des Français
- Moustapha Sonko (Levallois)
- Yann Bonato (Limoges)
- Alain Digbeu (ASVEL)
- Jim Bilba (ASVEL)
- Frédéric Weis (Limoges)
- Frédéric Forte (Limoges)
- Georgy Adams (ASVEL)
- Stéphane Risacher (PSG Racing)
- Cyril Julian (Nancy)
- Stéphane Ostrowski (Cholet)

- Entraîneur : Jacques Monclar (Pau-Orthez)

### Effectif All-Star des étrangers
- Delaney Rudd (ASVEL)
- Skeeter Henry (Montpellier)
- David Booth (Dijon)
- Paul Fortier (Cholet)
- Brad Sellers (Montpellier)
- James Blackwell (Olympique d'Antibes)
- Ron Anderson (Le Mans)
- Micheal Ray Richardson (Olympique d'Antibes)
- Steve Payne (Dijon)
- Josh Grant (Le Mans)

- Entraîneur : Bogdan Tanjević (Limoges)

## Concours
Concours de tirs à 3 points :
- Ron Anderson (Le Mans) bat Jonas Larsson (Dijon) en finale.

Concours de dunks :
- Thierry Zig (Levallois) bat Laurent Cazalon (Dijon) en finale.